# Невірний (фільм)
«Невірний» (англ. The Infidel) — британська комедійна драма режисера Джоша Аппіґнанесі, що вийшла 2010 року. У головних ролях Омід Джалілі, Їґаль Наор, Метт Лукас.
Вперше фільм продемонстрували квітні 2010 року у США на кінофестивалі Tribeca. В Україні у широкому кінопрокаті фільм не показувався.

## Сюжет
Британський мусульманин Махмуд Насир живе і працює у Лондоні, він є щасливим батьком і чоловіком і ніколи не вирізнявся релігійністю. Проте коли його син Рашид вирішив одружитися з Узмою, чий вітчим Аршад аль-Масрі є екстремістським релігійним діячем, Махмуд вирішив показати себе правовірним мусульманином, щоб показати себе з найкращої сторони перед новою ріднею. Проте того ж дня зі старих паперів матері Махмуд дізнається, що при нароженні його всиновили, а насправді він народився євреєм і був названий Солі Шимшиловіц.

## Творці фільму

### У ролях
| Актор          | Роль                                                           |
| -------------- | -------------------------------------------------------------- |
| Омід Джалілі   | Махмуд Насир, британський мусульманин                          |
| Їґаль Наор     | Аршад аль-Масрі, мусульманський проповідник у Великій Британії |
| Метт Лукас     | рабин                                                          |
| Аміт Шах       | Рашид, син Махмуда                                             |
| Сорайя Редфорд | Узма, пасербиця Аршад аль-Масрі                                |
| Арчі Панджабі  | Саамійя Насир, дружина Махмуда і мати Рашида                   |
| Річард Шифф    | Ленні Ґолдберґ, сусід Махмуда, єврей                           |

### Знімальна група
- Кінорежисер — Джош Аппіґнанесі
- Сценарист — Девід Бедділ
- Кінопродюсери — Девід Бедділ, Арвінд Ітан Девід, Узма Хасан і Стюарт Ле Марешаль
- Виконовчі продюсери — Каван Еш, Омід Джалілі і Люк Монтеґ'ю
- Композитор — Ерран Барон Коен
- Кінооператор — Наташа Бреєр
- Кіномонтаж — Кім Ґастер
- Підбір акторів — Джулі Гаркін
- Художник-постановник — Ерік Рель
- Артдиректор — Джеймі МакВілльям
- Художник по костюмах — Маріанна Аґертофт[4].

## Сприйняття

### Оцінки
Фільм отримав загалом змішані відгуки: Rotten Tomatoes дав оцінку 65 % на основі 23 відгуків від критиків (середня оцінка 5,9/10) і 45 % від глядачів зі середньою оцінкою 3,2/5 (8 370 голосів). Загалом на сайті фільми має змішані оцінки, фільму зарахований «стиглий помідор» від кінокритиків, проте «розсипаний попкорн» від глядачів, Internet Movie Database — 6,4/10 (5 571 голос), Metacritic — 57/100 (6 відгуків критиків) і 8,0/10 від глядачів (4 голоси). Загалом на цьому ресурсі від критиків фільм отримав змішані відгуки, а від глядачів — схвальні.

### Касові збори
Під час прем'єрного показу у Великій Британії, що розпочався 9 квітня 2010 року, протягом першого тижня фільм показали у 29 кінотеатрах і він зібрав 208 276 $, що на той час дозволило йому зайняти 14 місце серед усіх прем'єр. Показ фільму тривав до 25 квітня 2010 року, зібравши у прокаті у Великій Британії 681 346 доларів США і загалом у світі 2 817 080 $.

### Нагороди та номінації
Стрічка отримала 1 номінацію.
| Нагороди і номінації фільму «Невірний» | Нагороди і номінації фільму «Невірний» | Нагороди і номінації фільму «Невірний» | Нагороди і номінації фільму «Невірний» | Нагороди і номінації фільму «Невірний» | Нагороди і номінації фільму «Невірний» |
| Рік                                    | Кінопремія / Кінофестиваль             | Категорія / Нагорода                   | Номінант                               | Результат                              |                                        |
| -------------------------------------- | -------------------------------------- | -------------------------------------- | -------------------------------------- | -------------------------------------- | -------------------------------------- |
| 2010                                   | Evening Standard British Film Awards   | Нагорода Пітера Селлерса за комедію    | Омід Джалілі                           | Номінація                              |                                        |

### Виноски
1. 1 2  The Infidel: Release Info (англ.). Internet Movie Database. Архів оригіналу за 18 серпня 2013. Процитовано 25 січня 2016.
2. 1 2  The Infidel (англ.). Box Office Mojo. Архів оригіналу за 4 березня 2016. Процитовано 25 січня 2016.
3. ↑  The Infidel (2009) (англ.). AllMovie. Архів оригіналу за 2 травня 2016. Процитовано 25 січня 2016.
4. ↑  The Infidel: Full Cast & Crew (англ.). Internet Movie Database. Процитовано 25 січня 2016.
5. ↑  The Infidel (англ.). Rotten Tomatoes. Архів оригіналу за 5 березня 2016. Процитовано 25 січня 2016.
6. ↑  The Infidel (англ.). Internet Movie Database. Архів оригіналу за 14 січня 2016. Процитовано 25 січня 2016.
7. ↑  The Infidel (англ.). Metacritic. Архів оригіналу за 2 листопада 2010. Процитовано 25 січня 2016.
8. ↑  The Infidel: Awards (англ.). Internet Movie Database. Процитовано 25 січня 2016.